# João de Mendonça Pacheco de Melo
João de Mendonça Pacheco de Melo (Santa Cruz da Graciosa, 27 de Janeiro de 1857 — Belas, Sintra, 27 de Janeiro de 1931) foi um engenheiro civil e político que, entre outras funções de relevo, foi presidente da Junta Geral do Distrito Autónomo de Angra do Heroísmo e presidente da Câmara Municipal de Angra do Heroísmo.

## Biografia
Nasceu na vila de Santa Cruz, ilha Graciosa, filho do morgado José Correia de Mendonça Pacheco de Melo e da sua mulher Maria Isabel Forjaz Silveira Mendonça, da aristocracia terratenente da Graciosa. A mãe era irmã da esposa de Manuel Simas, o 1.º conde de Simas.
Matriculou-se em Matemática pela Universidade de Coimbraem 1875, obtendo o grau de bacharel em 1881, enveredando pela profissão de engenheiro civil. Foi colocado em Angra do Heroísmo onde a partir de 1888 exerceu as funções de engenheiro director da Direcção das Obras Públicas do Distrito de Angra do Heroísmo. A partir de 1896 tornou-se director da agência do Banco de Portugal.
Foi militante destacado e dirigente distrital do Partido Regenerador e ao tempo uma das figuras mais respeitadas da política Angrense. Presidiu à Junta Geral do Distrito Autónomo de Angra do Heroísmo (1901 a 1904).
A 30 de Agosto de 1913, substituiu o seu irmão Francisco de Mendonça Pacheco e Melo, como Governador Civil de Angra do Heroísmo para que pudesse haver continuidade de serviço público.